# 諾威奇 (北達科他州)
諾威奇（英語：Norwich）是位於美國北達科他州麥克亨利縣的非建制地區。

## 歷史
諾威奇的郵局於1901年設立，其後於1996年停運。

## 地理
諾威奇所處的海拔為高於海平面472米（即1549英呎），而該地所採用的時區為UTC-6，即北美中部时区（CST）。同時該地設有夏令時間，為UTC-6調快一小時，即UTC-5（CDT）。